# Krisztián Németh
Krisztián Németh (Győr, Hungría, 5 de enero de 1989) es un futbolista húngaro. Juega de delantero en el MTK Budapest F. C. de la Nemzeti Bajnokság I.

## Selección nacional
Ha sido internacional con la selección de Hungría en 37 ocasiones anotando 4 goles.

## Clubes
| Club                           | País           | Año       |
| ------------------------------ | -------------- | --------- |
| MTK Budapest F. C.             | Hungría        | 2005-2007 |
| Liverpool F. C.                | Inglaterra     | 2007-2009 |
| Blackpool F. C.                | Inglaterra     | 2009      |
| AEK F. C.                      | Grecia         | 2009-2010 |
| Olympiacos F. C.               | Grecia         | 2010-2011 |
| Ethnikos Olympiacos            | Grecia         | 2011      |
| MTK Budapest F. C.             | Hungría        | 2011-2012 |
| RKC Waalwijk                   | Países Bajos   | 2012      |
| Roda JC                        | Países Bajos   | 2012-2014 |
| Sporting Kansas City           | Estados Unidos | 2014-2016 |
| Al-Gharafa S. C.               | Catar          | 2016-2017 |
| New England Revolution         | Estados Unidos | 2017-2018 |
| Sporting Kansas City           | Estados Unidos | 2018-2020 |
| F. C. DAC 1904 Dunajská Streda | Eslovaquia     | 2020      |
| Columbus Crew S. C.            | Estados Unidos | 2020      |
| Debreceni V. S. C.             | Hungría        | 2021-2022 |
| MTK Budapest F. C.             | Hungría        | 2022-     |